# Boeganda
Boeganda is een koninkrijk in het huidige Oeganda. De koningen van Boeganda noemen zich Dorres (de jongen). Van de 18e eeuw tot de 20e eeuw was het Boegandarijk het overheersende rijk in Centraal-Afrika. Het is een gedeeltelijk onafhankelijke provincie van Oeganda.
Boeganda ligt rond de evenaar. Het omvat de noordwest- en noordkust van het Victoriameer en loopt naar het noorden door tot ongeveer halverwege Oeganda. In Boeganda begint de Victorianijl als wateraftakking van het Victoriameer, algemeen gezien als de bron van de Nijl. Verder bevinden zich in Boeganda zowel de oude hoofdstad Entebbe als de nieuwe hoofdstad Kampala. De inwoners van Boeganda noemen zich de Baganda. Hun taal wordt het Luganda genoemd. Boeganda is verder bekend om de tombes van Kasubi, de graftombes van de koningen van het koninkrijk. Deze tombes werden tot het wereldcultuurerfgoed van de UNESCO gerekend. Deze tombes zijn tijdens ongeregeldheden op 17 maart 2010 afgebrand.
In 1894 werd Oeganda, en daarmee Boeganda, een Brits protectoraat. Desalniettemin nam Boeganda het overwicht, naast de merendeels onafhankelijk regerende stamhoofden van de Bunyoro- Ankole- en Torovolken. Op 9 oktober 1963 werd de toenmalige Kabaka  Edward Fredrick Walugembe Mutesa II de president van de onafhankelijke federatieve republiek Oeganda. In 1966 werd de koning verdreven door minister-president Milton Obote welke zichzelf tot staatshoofd verhief. Er volgde een tijd van onderdrukking door Milton Obote en Idi Amin.
De koninklijke familie moest vluchten. Op 31 juli 1993 keerde de zoon van de laatste Kababa, Roland Muwenda Mutebi II terug naar Oeganda en als 37e Kababa gekroond, dit keer weer van alleen Boeganda. Op 19 december 1997 werd het voormalig koninklijk paleis Lubiri in Mmengo (Kampala) door de centrale regering teruggegeven aan Boeganda. Hier bevindt zich tegenwoordig de deelregering en het parlement van Boeganda. De teruggave van Lubiri was onderdeel van een tienpuntenplan om de rust naar het door onlusten geplaagde Boeganda te doen terugkeren.